# Jasujo Jamagišiová
Jasujo Jamagišiová (japonsky 山岸 靖代, * 28. listopadu 1979 Saitama) je bývalá japonská fotbalistka.

## Reprezentační kariéra
Za japonskou reprezentaci v letech 1998 až 2005 odehrála 60 reprezentačních utkání. Byla členkou japonské reprezentace i na Mistrovství světa ve fotbale žen 2003 a Letních olympijských hrách 2004.

## Statistiky
| Japonsko | Japonsko | Japonsko |
| Roky     | Záp.     | Góly     |
| -------- | -------- | -------- |
| 1998     | 4        | 1        |
| 1999     | 5        | 3        |
| 2000     | 5        | 1        |
| 2001     | 11       | 0        |
| 2002     | 11       | 0        |
| 2003     | 12       | 1        |
| 2004     | 10       | 0        |
| 2005     | 2        | 0        |
| Celkem   | 60       | 6        |

## Úspěchy

### Reprezentační
- Mistrovství Asie:  2001